# Hamaguri-Schliff
Der Hamaguri-Schliff ist eine japanische Schleiftechnik, die für das Herstellen scharfer Schneidwerkzeuge verwendet wird.
Klingen, die mit dieser Technik geschliffen wurden, zeichnet ihre  Schärfe und Leichtgängigkeit beim Schneiden aus. Außerdem sind sie langlebig. Der Hamaguri-Schliff ist daher ein Fertigungsverfahren, das sich für Haarschneidescheren, aber z. B. auch für Küchenmesser eignet.

## Schleiftechnik
Bei diesem Schleifverfahren wird die Klinge zunächst mit einem Hohlschliff versehen. Im Falle einer Schere ist sie nach außen konvex gebogen. Für noch feinere Klingen kann die Innenseite der Schere konkav, also nach innen gebogen sein.
Auf Grund des Hohlschliffes wird die Schneide in Richtung Schnittkante immer dünner und somit schärfer. Charakteristisch für den Hamaguri-Schliff sind im weiteren Schritt die verschiedenen Schleifwinkel der Schnittkante: Die Klinge wird mit insgesamt sieben Schleifwinkeln von jeweils bis zu zehn Grad versehen, wodurch die Schneidkanten sehr scharf werden. Deshalb sind z. B. Scheren mit Hamaguri-Schliff leichtgängig und zeichnen sich außerdem durch ihre Schnitthaltigkeit aus. Auch für Küchenmesser eignet sich diese Klingenform, da sie durch ihre Schärfe leicht zu handhaben ist und glatte Schnitte in typischer V-Form zulässt.
Wenn man die Klinge im Profil betrachtet, sieht man, dass sich durch die durch den Hohlschliff entstandene Biegung und auch durch die Schleifwinkel eine Ähnlichkeit mit der Form einer Muschelschale feststellen lässt. Diese Assoziation ist naheliegend, da es sich bei Hamaguri auch um eine Muschel, genauer gesagt eine japanische Venusmuschel (Meretrix lusoria) handelt, die in Japan z. B. gern für Sushi verwendet wird.